# Tweede Kamerverkiezingen 1989/Kandidatenlijst/PPvO
Dit is de kandidatenlijst voor de Tweede Kamerverkiezingen 1989 van de Politieke Partij voor Ouderen. De partij deed mee in zes van de negentien kieskringen.

## De lijst
1. K. Blokker - 1.846 stemmen
2. Bertus Leerkes (nr. 3 in kieskring 4) - 58
3. H.J. de Haan (nr. 2 in kieskring 4) - 110
4. H.K. Füglistahler - 60
5. F.A. Rohlfs - 15
6. A.J. Kost - 71

CDA · PvdA · VVD · D66 · SGP · Groen Links · GPV · RPF · VCN · SP · Humanistische Partij · Milieu Defensie Partij 2000+ · PDS · Realisten Nederland · AWP · Bejaarden Centraal · Vrouwenpartij · Socialistische Minderheden Partij · Centrumdemocraten · De Groenen · PPvO · VMP · SAP · Grote Alliance Partij · Staatkundige Federatie